# Oidardis gibbosa
Oidardis gibbosa là một loài ruồi trong họ Asilidae. Oidardis gibbosa được Hermann miêu tả năm 1912. Loài này phân bố ở vùng Tân nhiệt đới.